# ビル・クーア
ビル・クーア（Bill Coore）は、米国出身のゴルフ場の設計家。ゴルフ場の設計・建設会社クーア&クレンショー代表。

## 人物
ビル・クーアは、幼少時代から伝統的なゴルフコースの設計に触れてきた。ノースカロライナ生まれのクーアはドナルド・ロス設計のパインハースト・リゾート、ウィンストン・セーラムにあるペリー・マクスウェル設計のオールドタウンクラブでよくプレーをしていた。1968年にウェイクフォレスト大学を卒業すると、1972年にはピート・ダイ＆アソシエイツでプロのゴルフコース設計家としての経歴を開始した。ダイの指導の下、クーアは創造的設計と物理的建設の要素について手ほどきを受けた。コース設計に関する古典的書物群 －Golden Age of Architecture について記述した書物（『Golf architecture in America, its strategy and construction』等）、後にパートナーとなるベン・クレンショーが収集・研究することになった書物－ をクーアに最初に紹介したのもダイだった。これらの本に書かれた情報がその後、クーアとクレンショーのパートナーシップの基礎を形成することになった。 それから10年間、クーアは、フロリダ、ノースカロライナ、バージニア各州、カナダ、そしてテキサス州でコースの設計、建設、管理に携わった。 1982年、クーアは自分自身の会社を設立し、テキサス州ロックポートのロックポート・カントリークラブ（Rockport Country Club）（1986年発行のUSGAゴルフジャーナルで特集された）、テキサス州コーパスクリスティのキングズ・クロッシング・ゴルフ＆カントリークラブ（Kings Crossing Golf & Country Club）、フランス・ボルドーのゴルフ・ドゥ・メドック（近時のフランス優良コースベスト10の1つ、欧州のトップ50コースの1つに選ばれた）を完成させた。
そして1986年にはパートナーにクレンショーを迎え、クーア&クレンショーを設立した。

現在、ビル・クーアと妻のスーはアリゾナ州スコッツデールに住んでいる。

## ゴルフコース設計家になるまで
クーアは1968年に学位を取得し、その後2年間兵役に就いた。この時期の大半をノースカロライナ・ファイエットヴィルのフォートブラッグで過ごし、デイヴィッドソン郡の母親のところに帰省した際に、当時ハイポイントで建設中だった新コース、オーク・ホロウ（Oak Hollow Golf Course ）を見に行った。オーク・ホロウは公営のゴルフコースとなる予定で設計はピート・ダイによるものだった。ピート・ダイは、サウスカロライナ・ヒルトンヘッドアイランドにあるハーバータウンゴルフリンクス（Harbour Town Golf Links）での斬新な設計で注目を浴び始めていた新進気鋭の設計家だった。
「1971年当時、ゴルフコースはどこもロバート・トレント・ジョーンズ・シニア的なデザインだった。つまり、7,000ヤード超のチャンピオンシップコースとして造られていた。当時7,000ヤードといえば長いコースだった。ピートが手がけていたデザインは従来のものとは非常に異なっていて、僕はすっかり魅了されてしまった。ピートがどんな人物か全く知らなかったけれど、そこで目にしたものに強く惹かれたんだ。オーク・ホロウはハーバータウンと似ていた。技巧に富んだショット、短いショット、正確なプレー、プレースメントなどを想定したデザインに、僕は夢中になった。」
クーアはこのコースのメンテナンススタッフと話をするようになり、じきにフロリダにあるダイの自宅の連絡先を聞き出した。この時、デューク大学の古典言語の修士課程に願書を出していたが、何らかの形でゴルフコース関連の仕事をしたいと考えれば考えるほど、この考えに強く惹かれていった。クーアは何度もダイに電話をかけ、メッセージを残したが、一向に返事はもらえなかった。兵役期間終了が迫ってくると、ますます頻繁に電話をかけるようになった。
「言いたくないけれど、ウソをついたんだ。ある日やっとのことで彼をつかまえることができて『ちょうどフロリダに行く予定があるのでちょっと立ち寄ってお話しさせてもらえないか』と頼んでみたんだ。そうしたら『いいでしょう、近くまで来ているのであれば…』ということで、僕はピート・ダイに会うためだけにフロリダまで車を飛ばしたんだ。ある日曜日の午後、到着して彼に電話をした。彼はマイアミ・ドルフィンズの大ファンで、ちょうどその日はテレビ中継があったので、一緒にテレビで試合観戦しながら少しゴルフの話をした。僕がゴルフコース設計家になるチャンスは『雷に打たれる確率と同程度しかない』と言われたよ。」
「僕は一番下からのスタートで構わない、ただ一心に学びたい、と訴えたんだ。まだ独身で、多くの収入も必要ではなかったし、どこにでも行くことができた。」
（中略）
その後ダイは、プロゴルファーのアーニー・ヴォスラーとジョー・ウォルサーが代表を務める新しい開発業者、ランドマークランド社から受注したノースカロライナ・グリーンズボロの新プロジェクトにもうじき着手することをクーアに伝えた。後にカーディナルゴルフクラブとなるこのプロジェクトの建設作業にクーアも加わったらよいと考えてのことだった。
（中略）
グリーンズボロでは、クーアはブルドーザーとトラクターの操作を覚え、エンジニアの図面の読み方も習得した。クーアはダイやダイの妻であり設計パートナーでもあるアリスから様々なアイデアをどんどん吸収していった。クーアは自らを「なんでも屋」と称していた。結局、ゴルフコースは未完成のままランドマーク社によって売却され、ダイはその後もこれを完成させることはなかった（建築家ジョージ・コッブが推薦した建設業者が、新しいオーナーのために後に完成させた）。しかし、これらを通じてクーアに良い印象を持ったダイ家は、ジョーンズ・アイランドでの次の仕事にも参加するよう求めた。そこは、フロリダのジュピタービーチにあるダイ家の自宅近くだったため、クーアはよくダイ家の留守番や飼っているジャーマン・シェパードの世話をし、週末にはダイの本棚にあるゴルフ関連の本を読みあさって過ごした。この時クーアは、アリスター・マッケンジー、バーナード・ダーウィン、ホラス・ハッチンソンらゴルフコース設計家について記述した古典的書籍の中から自らのゴルフデザインの考え方を見出したのだが、図らずもこれら書籍の多くはベン・クレンショーがテキサス大学の寮で読んでいたものと同じものだった。
「ピートからは語りつくせないほどの影響を受けた。彼もアリスもとてもよくしてくれた。彼は僕のことを変わったやつだと思っていたんじゃないかな。僕は、ばらばらだったパズルのピースが適切な場所にはまっていく感覚を覚え始めていた。以前は、自分の好きなものが何かはわかっていても、それをどうやって理論から現実に落とし込めばいいかがわからなかったんだ。何はともあれ、ゴルフコースの設計に関する彼らの会話を盗み聞きさせてくれただけでも、本当にありがたいことだった。」
クーアは10年間ダイの下で働いた後、1980年代初めにテキサスに移り、ピートの弟ロイのもとで、ヒューストンの北にあるウォーターウッド・ナショナル（Waterwood National Country Club）の設計とメンテナンスに携わった。
（中略）
クーアはウォーターウッドでの管理者の仕事を引き継ぎ、ずっと南のコーパス・クリスティ近くで、あるプロジェクトが難航していることを知った。ロックポート・カントリークラブ（Rockport Country Club）の経営者たちが窮地に立たされていたのである。
「彼らは切羽詰まっていた。『これ以上、びた一文も出せない。これで何とかしてくれ。今すぐ取りかかってほしい』と。僕は願ってもないチャンスとばかりに飛びついたんだ。」
（引用：The Golden Age Of Pinehurst, 2012 Lee Pace著, Univ of North Carolina, PINEHURST LLC, P.147-153）

## 設計哲学
「伝統的で戦略的なコースが最も価値が高い」という哲学を概念に「最高の芸術性を付与してコースを作ること」を究極目標としている。そして個人的な経験とロス、マッケンジー、マクドナルド、マクスウェル、ティリングハストといった古典的なコース設計家への称賛とを混ぜ合わせて独自の様式を作り上げている。
クーアは、原（オリジナル）自然、地形（ランドフォーム）を最大限に活かすことがコース設計にとって最も重要な要素と考えており、そのため、破壊と創造から生まれる現代的（モダン）なコース、起伏（アップダウン）のない平坦（フラット）な地形（ランドフォーム）に作られたコースには魅力を感じないといっている。

## 設計に対する考え方
レイアウト
- 良いコースには、共通して、ゴルフに適した地形（ランドフォーム）とそれなりの高低差（アップダウン）、起伏（アンジュレーション）が備わっている
- 理想的な起伏（アンジュレーション）とは、ゴルフに効果的であれば、大きくある必要もドラマティックである必要もない
- 非力なプレーヤー、経験の少ないプレーヤーに、安堵を与えつつスリルや興奮を与えることができるか
- 熟練プレーヤーに、挑戦することでより有利なルートがある、といった状況を作り出すことができるか
- 平均的なプレーヤーに、トラブルには近づかないことを目標にした時に安全なルートがある、といった状況を作り出すことができるか

バンカー
- 形状（シェイプ）、個性の強調よりも、控え目に作られるべきであり、視覚的にスリリングな効果を与える目的のためだけに作るべきではない
- ドラマとスリル、挑戦意欲を掻き立てるはずのものが、非力で熟練していないプレーヤーにとって不愉快で邪魔な物として認識されることがないようにしなければならない
- 合理的なペナルティとして必要とされる以上に、深く、厳しいものはいらない
- 機能面（維持管理性）、美的感覚面（形状〔シェイプ〕・外観や砂の風合い）のバランスが重要な要素となる

フェアウェイ
- 幅広いフェアウェイは、正確性を欠くプレーヤーにとって失敗を回避する余地が大きくなるうえ、易しい印象を作り出すことができる、一方、熟練プレーヤーにとっては多様な意思決定、クラブ選択の幅が拡がるうえ、優れた技術を必要とする機会が増えることになる
- 狭いフェアウェイでは、バンカー越えの難しいピン位置（ポジション）のアプローチショットにおいて、すべてのフェアウェイから等しく難易度が上がってしまうため、結果として、あらゆるプレーヤーがティーグラウンドから単にフェアウェイを狙うだけになってしまう

## クーアが携わった著名プロジェクト
近年の代表作は、1995年開場のサンドヒルズ（米国ネブラスカ州）、2014年に史上初の全米オープン (ゴルフ)、全米女子オープン 同年同時期開催が行われたパインハーストNo.2（Pinehurst No.2 米国ノースカロライナ州）といわれている。
また、話題のコースとしては、米国ニューヨーク州ロングアイランドのフライアーズヘッド（Friar's Head）、イーストハンプトン（East Hampton Golf Club）、ニュージャージー州アトランティクシティー郊外のヒドゥンクリーク（Hidden Creek Golf Club）、ノースカロライナ州パインハーストのドーミークラブ（The Dormie Club）、オレゴン州バンドンのバンドンリゾートにあるバンドントレイルズ（Bandon Trails）、バンドンプリザーブ（Bangdon Preserve）、フロリダ州フォートミードのストリームソングRED（Streamsong Red）、オーストラリア・タスマニア州ブリッドポートのロストファーム（Lost Farm at Barnbougle Dunes）、中国・海南島のシャンキン・ベイ（Shanqin Bay Golf Club）、ウィスコンシン州ネクーサのサンドバレー（Sand Valley Golf Resort）などがある。

米国ゴルフマガジン社（GOLF Magazine）が隔年に選定するGOLF Magazine's Top 100 Coursesランキングでは、設計／建設に携わったコースが多数ランクインした。
World/U.S.TOP100コース設計の設計家の多くがすでに故人であることを考えると、現在、世界で最も高い評価を得ている現役設計家の1人といえるだろう。
- Top 100 Courses in the World 2017年度版　8コース選定
- Top 100 Courses in the U.S. 2017年度版　10コース選定

2017 GOLF Magazine's Top 100 Courses in the World
- 13位  サンドヒルズ（Sand Hills Golf Club）ネブラスカ州
- 18位 パインハーストNo.2（Pinehurst No.2)ノースカロライナ州（オリジナル：ドナルド・ロス）
- 32位 リビエラ（Riviera Country Club）カリフォルニア州（オリジナル：ジョージ・トーマス）
- 33位 フライアーズヘッド（Friar's Head）ニューヨーク州
- 39位 シャンキンベイ（Shanqin Bay Golf Club）中国・海南島
- 50位 キャボットクリフ（Cabot Cliff）カナダ・ノバスコシア州
- 70位 メイドストーン（Maidstone Club）ニューヨーク州（オリジナル：ウィリー・ダン）
- 85位 ロストファーム・アット・バーンボーグルデューンズ（Lost Farm at Barnbougle Dunes）オーストラリア・タスマニア州

2017 GOLF Magazine's Top 100 Courses in the U.S.
- 9位  サンドヒルズ（Sand Hills Golf Club）ネブラスカ州
- 10位 パインハーストNo.2（Pinehurst No.2)ノースカロライナ州（オリジナル：ドナルド・ロス）
- 20位 リビエラ（Riviera Country Club）カリフォルニア州（オリジナル：ジョージ・トーマス）
- 21位 フライアーズヘッド（Friar's Head）ニューヨーク州
- 35位 メイドストーン（Maidstone Club）ニューヨーク州（オリジナル：ウィリー・ダン）
- 46位 バンドントレイルズ（Bandon Trails）オレゴン州
- 47位 ストリームソング・レッド（Streamsong Red）フロリダ州
- 50位 オールドサンドウィッチ（Old Sandwich Golf Club）マサチューセッツ州
- 52位 サンドバレー（Sand Valley Golf Resort）
- 59位 オールドタウンクラブ（Old Town Club）ノースカロライナ州（オリジナル：ペリー・マクスウェル）

参考：
2017 トップ100 U.S.コースの主な設計家（故人）

チャールス・マクドナルド(1855-1939:  8. National Golf Links of America / 12. Chicago / 69. Piping Rock、アリスター・マッケンジー (1870-1934:  2. Cypress Point / 3. Augusta National / 15. Crystal Downs / 36. California Golf Club of San Francisco / 48. Valley Club of Montecito / 53. Pasatiempo)、ハリー・コルト (1869-1951: 1. Pine Valley / 55. Yale University / 84. Milwaukee)、ドナルド・ロス (1872–1948: 10. Pinehurst No.2 / 14. Seminole / 22. Oakland Hills South / 24. Oakland Hills South / 43. Oak Hill  East / 44. Inverness / 60. Plainfield / 70. East Lake / 75. Interlachen / 79. Scioto / 82. Essex County Club / 97. Aronimink、 ジョージ・トーマス (1873-1932: 13. Los Angeles North / 20. Riviera / 80. Bel-Air、アルバート・ティリングハスト(1874–1942: 16. San Francisco / 16. Winged Foot West / 23. Bethpage Black / 37. Baltusrol  Lower / 38. Somerset Hills / 39. Quaker Ridge / 41. Winged Foot East / 71. Newport / 72. Baltimore  Five Farms East / 83. Baltusrol Upper / 85. Ridgewood West East / 86. Philadelphia Cricket Club Wissahickon / ９６. Sleepy Hollow）、セス・レイナー(1874–1926: 11. Fishers Island Club / 12. Chicago /27. Shoreacres / 31. Camargo / 56. Yeamans Hall / 55. Yale University / 69. Piping Rock / 81. Fox Chapel / 90. The Creek Club / 94. Monterey Peninsula  Dunes / 99. Mountain Lake 、ヒュー・ウィルソン(1879-1925:  8. Merion East)、ペリー・マクスウェル(1879-1952: 15. Crystal Downs / 19. Prairie Dunes / 34. Southern Hills / 59. Old Town Club / 90. The Creek Club / 92. Colonial、ウィリアム・フリン(1890-1945: 4. Shinnecock Hills / 66. Kittansett / 73. Cherry Hills)、ボビー・ジョーンズ(1902-1971:  3. Augusta National / 49. Peachtree)

## 経歴
- 1968年　米国ウェイクフォレスト大学 卒業
- 1972年　ピート・ダイ&アソシエイツ (PeteDye&Associates) 勤務（現：The Dye Group and Dye Designs）
- 1982年　起業独立
- 1986年　クーア&クレンショー(Coore&Crenshaw,Inc.) 設立

## 設計ゴルフ場
- Barton Creek Resort & Spa (Austin, Texas) (1991)
- Kapalua Plantation Course (Maui, Hawaii) (1991)
- Sand Hills Golf Club (Mullen, Nebraska) (1995)
- Warren Golf Course at Notre Dame (Notre Dame, Indiana) (1995)
- Klub Rimba Irian (Kuala Kencana, Indonesia) (1996)
- The Golf Club at Cuscowilla (Eatonton, Georgia) (1996)
- Talking Stick Golf Club (Scottsdale, Arizona) (1997)
- East Hampton Golf Club (East Hampton, New York) (2000)
- Chechessee Creek Club (Okatie, South Carolina) (2000)
- Austin Golf Club (Austin, Texas) (2001)
- Hidden Creek Golf Club (Egg Harbor Township, New Jersey) (2002)
- Friar's Head (Baiting Hollow, New York) (2002)
- Old Sandwich Golf Club (Plymouth, Massachusetts) (2004)
- We-Ko-Pa Golf Club "Saguaro Course" (Fort McDowell, Arizona) (2005)
- Bandon Trails（Bandon, Oregon) (2005)
- Sugarloaf Mountain (Lake Apopka, Florida) (2006)
- Colorado Golf Club (Parker, Colorado) (2006)
- Clear Creek Tahoe (Lake Tahoe, Nevada) (2009)
- The Dormie Club (Pinehurst, North Carolina) (2011)
- Lost Farm at Barnbougle Dunes (Bridport, Tasmania Australia) (2011)
- Bandon Preserve (Bandon, Oregon) (2012)
- Shanqin Bay Golf Club (Bo'ao, Hainan Island, China) (2013)
- Streamsong Red (Fort Meade, Florida) (2013)
- Trinity Forrest (Dallas, Texas) (2016)
- Cabot Cliffs　(Nova Scotia, Canada )
- Sand Valley (Northern, Wisconsin) (2017)
- Ozarks National (Branson, Missouri) (2017-)
- Farmington Country Club (Charlottesville, Va) (2017-)

## 9ホール増設したゴルフ場
- Southern Hills Country Club (Tulsa, Oklahoma) (1992) 9 Hole West Course Addition
- Onion Creek Club (Austin, Texas) (1996) 18 Hole Renovation & 9 Hole Addition

## 改修したゴルフ場
- Houston Country Club (Houston, Texas) (1986)
- Riviera Country Club (Pacific Palisades, California) (1993)
- Brook Hollow Golf Club (Dallas, Texas) (1993)
- Hot Springs CC "The Arlington Course" (Hot Springs National Park, Arkansas) (1994)
- Shady Oaks Country Club (Fort Worth, Texas) (1995)
- Lakewood Country Club (Dallas, Texas) (2003)
- Prairie Dunes (Hutchinson, Kansas) (2004)
- Wykagyl Country Club (New Rochelle, New York) (2006)
- Pinehurst No.2 (Village of Pinehurst, North Carolina) (2012)
- Old Town Country Club (Winston-Salem, North Carolina) (2013)
- Maidstone Club (East Hampton, New York) (2013 & 2016)
- Yokohama Country Club 横浜カントリークラブ  (Kanagawa, Japan) (2016)

## 独立前後に設計したゴルフ場
- Country Club of Montreal (Montreal, Canada) (1974) Bill Coore working with Pete Dye & Associates
- Cardinal Golf Club (Greensboro, North Carolina) (1975) Bill Coore working with Pete Dye & Associates
- Waterwood National Resort (Huntsville, Texas) (1979) Working with Pete and Roy Dye
- Kingsmill Resort & Spa "River Course" (Williamsburg, Virginia) (1982) Bill Coore's 2nd Solo Course Design
- Rockport Country Club (Rockport, Texas) (1984) Bill Coore's 1st Solo Course Design
- Denver Country Club (Denver, Colorado) (1985) Bill Coore Master Course Renovation Project
- Kings Crossing Golf & Country Club (Corpus Christi, Texas) (1986) Bill Coore's 2nd Solo Course Design
- Golf du Medoc "The Chateaux Course" (Le Pian Medoc Bordeaux, France) (1989) Bill Coore's 3rd Solo Course Design